# Kathleen Van Hove
Pour les articles homonymes, voir Van Hove.
Kathleen Van Hove, née le 23 janvier 1973, est une athlète belge dont la spécialité était le sprint. Elle a remporté quatre titres de championne de Belgique.

## Titres de championne de Belgique

### Outdoor
| Discipline | Année |
| ---------- | ----- |
| 200 m      | 1993  |

### Indoor
| Discipline | Année      |
| ---------- | ---------- |
| 60 m       | 1993       |
| 200 m      | 1992, 1993 |

## Records personnels

### Outdoor
| Discipline | Temps   | Date            | Localité  |
| ---------- | ------- | --------------- | --------- |
| 200 m      | 23 s 55 | 25 juillet 1993 | Bruxelles |

### Indoor
| Discipline | Temps   | Date           | Localité |
| ---------- | ------- | -------------- | -------- |
| 200 m      | 23 s 86 | 7 février 1993 | Gand     |